# Stade de Gerland
Het Stade de Gerland is een voetbalstadion in de Franse stad Lyon. De naam is afkomstig van de wijk waar het stadion is gesitueerd, het Quartier Gerland. Van 1950 tot en met 2015 was de topclub Olympique Lyon de vaste bespeler van het stadion.
Het stadion werd ontworpen door de architect Tony Garnier. In 1914 werd begonnen met de bouw. Tijdens de Eerste Wereldoorlog werd de bouw stopgezet. In 1919, na afloop van de oorlog, ging met weer verder met de bouw, nu met de hulp van Duitse krijgsgevangenen. In 1920 was het stadion af.
Aanvankelijk hadden de tribunes geen overkapping. Deze moesten door de jaren heen dan ook geregeld gerenoveerd worden. De wielerbaan rondom het veld werd in 1960 opgeofferd ten faveure van uitbreiding van de stadioncapaciteit tot 50.000 plaatsen. In 1980 was de volgende uitbreiding tot 51.680 plaatsen.
Ook waren er renovaties nodig om het stadion voor te bereiden voor het WK voetbal van 1998 in Frankrijk. Tegen die tijd was het volgens de regels van de FIFA verplicht om in stadions waar internationale wedstrijden worden gespeeld alleen zitplaatsen te hebben. De noord- en zuidtribune werden helemaal opnieuw opgebouwd en de atletiekbaan om het veld werd verwijderd. Dit resulteerde in een stadioncapaciteit van 42.000 zitplaatsen.
De twee tribunes aan de oost- en westkant, de Jean Jaurès-tribune en de Jean Bouin-tribune zijn vernoemd naar respectievelijk een Franse politicus en een Franse atleet.
Het recordaantal toeschouwers werd bereikt in een wedstrijd tegen AS Saint-Étienne in 1982. Er waren toen 48.552 toeschouwers.
Op 26 juni 2003 overleed de Kameroener Marc-Vivien Foé, die op dat moment bij Olympique Lyon onder contract stond maar verhuurd werd aan Manchester City, op 'zijn' veld aan een hartaanval.
In september 2007 werden er drie wedstrijden voor het wereldkampioenschap rugby 2007 gehouden in het stadion.
Op 5 december 2015 speelde Olympique Lyon zijn laatste thuiswedstrijd in het Stade de Gerland. In januari 2016 verhuisde de club naar het nieuw gebouwde Stade des Lumières met een capaciteit van 61.556 zitplaatsen. Het Stade de Gerland wordt nu alleen nog gebruikt voor het spelen van rugbywedstrijden.

## Interlands
| № | Datum        | Wedstrijd                | Uitslag       | Competitie             | Toeschouwers |
| - | ------------ | ------------------------ | ------------- | ---------------------- | ------------ |
| 1 | 16 juni 1984 | Denemarken – Joegoslavië | 5 – 0         | EK 1984 Groepsfase (A) | 24.736       |
| 2 | 24 juni 1984 | Spanje – Denemarken      | 1 – 1 (5-4 p) | EK 1984 Halve finale   | 47.843       |
| 3 | 13 juni 1998 | Zuid-Korea – Mexico      | 1 – 3         | WK 1998 Groepsfase (E) | 39.100       |
| 4 | 15 juni 1998 | Roemenië – Colombia      | 1 – 0         | WK 1998 Groepsfase (G) | 39.100       |
| 5 | 21 juni 1998 | Verenigde Staten – Iran  | 1 – 2         | WK 1998 Groepsfase (F) | 39.100       |
| 6 | 24 juni 1998 | Frankrijk – Denemarken   | 2 – 1         | WK 1998 Groepsfase (C) | 39.100       |
| 7 | 26 juni 1998 | Japan – Jamaica          | 1 – 2         | WK 1998 Groepsfase (H) | 39.100       |
| 8 | 4 juli 1998  | Duitsland – Kroatië      | 0 – 3         | WK 1998 Kwartfinale    | 39.100       |

Stade de France (Saint-Denis) · Stade Vélodrome (Marseille) · Parc des Princes (Parijs) · Stade Bollaert-Delelis (Lens) · Stade de Gerland (Lyon) · Stadium de Toulouse (Toulouse) · Stade Geoffroy-Guichard (Saint-Étienne) · Parc Lescure (Bordeaux) · Stade de la Mosson (Montpellier) · Stade de la Beaujoire (Nantes)
Stade Raymond-Kopa (Angers) ·
Matmut Atlantique (Bordeaux) ·
Stade Francis-Le Blé (Brest) ·
Stade Gabriel Montpied (Clermont) ·
Stade Bollaert-Delelis (Lens) ·
Stade Pierre-Mauroy (Lille) ·
Stade du Moustoir (Lorient) ·
Parc Olympique Lyonnais (Lyon) ·
Stade Vélodrome (Marseille) ·
Stade Saint-Symphorien (Metz) ·
Stade Louis II (Monaco) ·
Stade de la Mosson (Montpellier) ·
Stade de la Beaujoire (Nantes) ·
Allianz Riviera (Nice) ·
Parc des Princes (PSG) ·
Stade Auguste-Delaune (Reims) · 
Roazhon Park (Rennes) ·
Stade Geoffroy-Guichard (Saint-Étienne) ·
Stade de la Meinau (Strasbourg) ·
Stade de l'Aube (Troyes)
Stade François Coty (Ajaccio) ·
Stade de la Licorne (Amiens) ·
Stade de l'Abbé-Deschamps (Auxerre) ·
Stade Armand Cesari (Bastia) ·
Stade Michel d'Ornano (Caen) ·
Stade Gaston Gérard (Dijon) ·
Stade Marcel-Tribut (Dunkerque) ·
Stade des Alpes (Grenoble) ·
Stade du Roudourou (Guingamp) ·
Stade Océane (Le Havre) ·
Stade Marcel Picot (Nancy) ·
Stade des Costières (Nîmes) ·
Stade René Gaillard (Niort) ·
Stade Charléty (Paris) · 
Nouste Camp (Pau) ·
Stade Paul-Lignon (Rodez) ·
Stade Robert-Diochon (Quevilly-Rouen) ·
Stade Auguste Bonal (Sochaux) ·
Stadium Municipal (Toulouse) · 
Stade du Hainaut (Valenciennes)
Stade de France (Frans nationaal stadion) ·
Parc des Sports d'Avignon (Avignon) ·
Stade Gaston Petit (Châteauroux) ·
Stade Dominique Duvauchelle (Créteil) ·
Parc des Sports d'Annecy (Annecy) ·
Stade Ange Casanova (Gazélec Ajaccio) ·
Stade Francis-Le Basser (Laval) ·
Stade de la Source (Orléans) ·
Stade Bauer (Red Star) ·
Stade Jean-Bouin (Stade français) ·
Stade de la Vallée du Cher (Tours)